# Emésztés

Az emésztőrendszer

Az emésztés a szilárd vagy folyékony állapotban felvett táplálék átalakítása a szervezet sejtjei által felszívható és felhasználható anyagokká.
Az emésztés folyamata az állatok fejlettségi fokától függően különböző lehet. Egysejtűeknél sejten belüli (intracelluláris) emésztést találunk. Ennek legegyszerűbb formája a fagocitózis. A soksejtűek emésztése sejten kívüli (extracelluláris), az erre a célra kialakult üregben vagy csőrendszerben (bélcsatorna) történik. Az emésztést sok esetben megelőzi a táplálék mechanikai felaprítása a bélcsatorna kezdetén elhelyezkedő különböző aprító szervekkel. (pl. fogak, madarak zúzógyomra, csigák reszelője, rovarok rágó szájszervei stb.) Ezt követi a táplálék kémiai lebontása különböző (fehérje-, szénhidrát-, zsírbontó) enzimekből álló emésztőnedvek segítségével. Az emésztés utolsó szakasza a kémiailag kis molekulájú vegyületekké bontott tápanyagok felszívása. A táplálkozás módja és a táplálék minősége szerint a részfolyamatok különfélék lehetnek. Egyes élősködőkben az emésztés folyamata erősen redukálódott, mivel már feldolgozott táplálékot vesznek fel (pl. bélférgek). Más esetben a folyamat nagyon bonyolult, és több szakaszból áll (pl. kérődzők).
Az ember szervezetében az emésztés a szájüregben kezdődik, ahol a fogak által szétzúzott táplálék nyállal keveredik. A nyálat a fültő-, a nyelv és az állkapocs alatti mirigyek termelik. A nyál elősegíti a táplálék továbbhaladását a nyelőcsőben, és szénhidrátbontó enzimet (nyálamiláz) is tartalmaz. A nyálamiláz a táplálék keményítőjét dextrinekre és maltózra bontja. A táplálék a szájüregből a garaton át a nyelőcsőbe, onnan a gyomorba jut. A gyomorban termelődő gyomornedv erősen savas kémhatású, és fehérjebontó enzimet (pepszint) tartalmaz. A gyomorból a táplálék a vékonybélbe jut, amelybe két nagy mirigy, a máj és a hasnyálmirigy önti váladékait. A máj váladéka, az epe elősegíti a zsírok lebontását és felszívódását. A hasnyálmirigy váladéka a hasnyál. Ebben több enzim található (pl. a fehérjebontó tripszin, kimotripszin és peptidázok, a zsírokat bontó lipázok és a szénhidrátokat bontó amiláz). Az emésztés itt már gyengén lúgos kémhatásnál történik. A vékonybélben indul meg a lebontott tápanyagok felszívódása is. A vastagbélben történik a víz és a sók felszívódása, valamint a kiürítésre kerülő salakanyagok besűrűsödése is. A táplálék keresztülhaladását a bélcsatornán a garattól kezdve a bélcsatorna akarattól független, úgynevezett perisztaltikus mozgása biztosítja.